# Allsvenskan i bandy 1985/1986
Allsvenskan i bandy 1985/1986 var Sveriges högsta division i bandy för herrar säsongen 1985/1986. Södergruppsvinnaren Vetlanda BK lyckades vinna svenska mästerskapet efter seger med 2-1 mot södergruppstvåan IF Boltic i finalmatchen på Söderstadion i Stockholm den 16 mars 1986. Vetlanda BK bröt därmed IF Boltics svit, bestående av sju raka titlar, och blev för första gången svenska mästare.

## Förlopp
Skytteligan vanns av Kjell Kruse, IF Boltic med 48 fullträffar..

## Seriespelet

### Norrgruppen
Spelades 23 november 1985-25 februari 1986.
| Nr | Lag            | S  | V  | O | F  | +/-    | P  |
| -- | -------------- | -- | -- | - | -- | ------ | -- |
| 1  | Ljusdals BK    | 22 | 15 | 1 | 6  | 96-80  | 31 |
| 2  | Sandvikens AIK | 22 | 12 | 2 | 8  | 110-77 | 26 |
| 3  | Västerås SK    | 22 | 12 | 1 | 9  | 100-85 | 25 |
| 4  | Selånger SK    | 22 | 12 | 0 | 10 | 81-66  | 24 |
| 5  | Edsbyns IF     | 22 | 12 | 0 | 10 | 98-100 | 24 |
| 6  | Brobergs IF    | 22 | 8  | 1 | 13 | 72-94  | 17 |
| 7  | Falu BS        | 22 | 8  | 1 | 13 | 45-71  | 17 |
| 8  | IK Sirius      | 22 | 5  | 2 | 15 | 60-84  | 12 |

### Södergruppen
Spelades 23 november 1985-25 februari 1986.
| Nr | Lag          | S  | V  | O | F  | +/-    | P  |
| -- | ------------ | -- | -- | - | -- | ------ | -- |
| 1  | Vetlanda BK  | 22 | 18 | 1 | 3  | 130-49 | 37 |
| 2  | IF Boltic    | 22 | 16 | 2 | 4  | 118-62 | 34 |
| 3  | Villa BK     | 22 | 13 | 1 | 8  | 125-87 | 27 |
| 4  | IFK Motala   | 22 | 12 | 2 | 8  | 92-63  | 26 |
| 5  | IFK Kungälv  | 22 | 9  | 3 | 10 | 69-88  | 21 |
| 6  | Örebro SK    | 22 | 8  | 2 | 12 | 78-108 | 18 |
| 7  | IF Göta      | 22 | 4  | 1 | 17 | 58-129 | 9  |
| 8  | Ale Surte SK | 22 | 2  | 0 | 20 | 37-126 | 4  |

## Seriematcher

### Norrgruppen
- 23 november 1985 Ale Surte SK-Selånger SK 2-4 (mix)
- 23 november 1985 IF Göta-Ljusdals BK 2-9 (mix)
- 23 november 1985 IFK Motala-Västerås SK 2-6 (mix)
- 23 november 1985 Villa BK-Sandvikens AIK 4-4 (mix)
- 23 november 1985 Brobergs IF-IFK Kungälv 3-4 (mix)
- 23 november 1985 Edsbyns IF-Örebro SK 5-4 (mix)
- 23 november 1985 Falu BS-Vetlanda BK 0-3 (mix)
- 23 november 1985 IK Sirius-IF Boltic 2-6 (mix)

- 24 november 1985 Ale Surte-Ljusdal 2-3 (mix)
- 24 november 1985 IF Göta-Sandviken 2-8 (mix)
- 24 november 1985 Motala-Selånger 5-0 (mix)
- 24 november 1985 Villa-Västerås 10-2 (mix)
- 24 november 1985 Broberg-Örebro 3-5 (mix)
- 24 november 1985 Edsbyn-Vetlanda 3-9 (mix)
- 24 november 1985 Falun-Boltic 3-5 (mix)
- 24 november 1985 Sirius-Kungälv 3-2 (mix)

- 30 november 1985 Boltic-Broberg 8-5 (mix)
- 30 november 1985 Kungälv-Edsbyn 1-7 (mix)
- 30 november 1985 Vetlanda-Sirius 7-1 (mix)
- 30 november 1985 Örebro-Falun 3-2 (mix)
- 30 november 1985 Ljusdal-Motala 5-4 (mix)
- 30 november 1985 Sandviken-Ale Surte 11-1 (mix)
- 30 november 1985 Selånger-Villa 6-5 (mix)
- 30 november 1985 Västerås-IF Göta 6-2 (mix)

- 1 december 1985 Boltic-Edsbyn 9-4 (mix)
- 1 december 1985 Kungälv-Falun 2-2 (mix)
- 1 december 1985 Vetlanda-Broberg 6-1 (mix)
- 1 december 1985 Örebro-Sirius 6-4 (mix)
- 1 december 1985 Ljusdal-Villa 4-3 (mix)
- 1 december 1985 Sandviken-Motala 4-7 (mix)
- 1 december 1985 Selånger-IF Göta 3-4 (mix)
- 1 december 1985 Västerås-Ale Surte 6-2 (mix)

- 7 december 1985 Boltic-Ljusdal 6-4 (mix)
- 7 december 1985 Kungälv-Selånger 4-0 (mix)
- 7 december 1985 Vetlanda-Västerås 5-3 (mix)
- 7 december 1985 Örebro-Sandviken 5-4 (mix)
- 7 december 1985 Broberg-Villa 5-8 (mix)
- 7 december 1985 Edsbyn-IF Göta 8-2 (mix)
- 7 december 1985 Falun-Ale Surte 4-1 (mix)
- 7 december 1985 Sirius-Motala 4-1 (mix)

- 8 december 1985 Boltic-Selånger 4-3 (mix)
- 8 december 1985 Kungälv-Västerås 3-3 (mix)
- 8 december 1985 Vetlanda-Sandviken 2-2 (mix)
- 8 december 1985 Örebro-Ljusdal 4-5 (mix)
- 8 december 1985 Broberg-Motala 3-1 (mix)
- 8 december 1985 Edsbyn-Ale Surte 3-1 (mix)
- 8 december 1985 Falun-IF Göta 1-0 (mix)
- 8 december 1985 Sirius-Villa 3-5 (mix)

- 20 december 1985 Västerås-Örebro 8-1 (mix)
- 21 december 1985 Ljusdal-Kungälv 4-2 (mix)
- 21 december 1985 Sandviken-Boltic 6-3 (mix)
- 21 december 1985 Selånger-Vetlanda 3-5 (mix)
- 21 december 1985 Ale Surte-Broberg 1-2 (mix)
- 21 december 1985 IF Göta-Sirius 3-2 (mix)
- 21 december 1985 Motala-Edsbyn 1-4 (mix)
- 21 december 1985 Villa-Falun 6-1 (mix)

- 22 december 1985 Ale Surte-Sirius 5-4 (mix)
- 22 december 1985 IF Göta-Broberg 1-3 (mix)
- 22 december 1985 Motala-Falun 8-4 (mix)
- 22 december 1985 Villa-Edsbyn 11-3 (mix)
- 22 december 1985 Ljusdal-Vetlanda 5-1 (mix)
- 22 december 1985 Sandviken-Kungälv 7-2 (mix)
- 22 december 1985 Selånger-Örebro 11-1 (mix)
- 22 december 1985 Västerås-Boltic 2-8 (mix)

- 26 december 1985 Broberg-Ljusdal 4-5
- 26 december 1985 Edsbyn-Selånger 3-2
- 26 december 1985 Falun-Sandviken 1-6
- 26 december 1985 Sirius-Västerås 1-3

- 29 december 1985 Sandviken-Sirius 3-1
- 29 december 1985 Västerås-Falun 4-1
- 31 december 1985 Selånger-Broberg 6-2

- 3 januari 1986 Broberg-Västerås 2-4
- 3 januari 1986 Edsbyn-Sandviken 3-5
- 3 januari 1986 Falun-Ljusdal 1-5
- 3 januari 1986 Sirius-Selånger 2-3

- 6 januari 1986 Ljusdal-Sirius 5-3
- 6 januari 1986 Sandviken-Broberg 2-4
- 6 januari 1986 Selånger-Falun 0-2
- 6 januari 1986 Västerås-Edsbyn 6-4

- 8 januari 1986 Ljusdal-Edsbyn 8-6

- 9 januari 1986 Västerås-Selånger 5-7
- 9 januari 1986 Sirius-Falun 0-3

- 19 januari 1986 Broberg-Sirius 1-2
- 19 januari 1986 Falun-Edsbyn 2-1
- 19 januari 1986 Sandviken-Västerås 4-8
- 19 januari 1986 Selånger-Ljusdal 6-1

- 22 januari 1986 Edsbyn-Broberg 6-3
- 22 januari 1986 Ljusdal-Sandviken 7-4

- 26 januari 1986 Broberg-Falun 5-2
- 26 januari 1986 Edsbyn-Sirius 4-3
- 26 januari 1986 Sandviken-Selånger 3-5
- 26 januari 1986 Västerås-Ljusdal 5-1

- 29 januari 1986 Falun Broberg 3-5
- 29 januari 1986 Ljusdal-Västerås 2-6
- 29 januari 1986 Selånger-Sandviken 3-2
- 29 januari 1986 Sirius-Edsbyn 4-6

- 2 februari 1986 Broberg-Edsbyn 3-11
- 2 februari 1986 Falun-Sirius 0-5
- 2 februari 1986 Sandviken-Ljusdal 7-1
- 2 februari 1986 Selånger-Västerås 7-3

- 4 februari 1986 Edsbyn-Falun 4-3
- 4 februari 1986 Ljusdal-Selånger 4-2
- 4 februari 1986 Sirius-Broberg 3-3
- 4 februari 1986 Västerås-Sandviken 5-6

- 19 februari 1986 Broberg-Selånger 3-1
- 19 februari 1986 Edsbyn-Ljusdal 1-7
- 19 februari 1986 Falun-Västerås 4-2
- 19 februari 1986 Sirius-Sandviken 3-8

- 21 februari 1986 Ljusdal-Broberg 7-4
- 21 februari 1986 Sandviken-Falun 4-0
- 21 februari 1986 Selånger-Edsbyn 5-4
- 21 februari 1986 Västerås-Sirius 4-7

- 23 februari 1986 Broberg-Sandviken 5-7
- 23 februari 1986 Edsbyn-Västerås 3-8
- 23 februari 1986 Falun-Selånger 2-1
- 23 februari 1986 Sirius-Ljusdal 3-3

- 25 februari 1986 Ljusdal-Falun 1-4
- 25 februari 1986 Sandviken-Edsbyn 3-5
- 25 februari 1986 Selånger-Sirius 3-0
- 25 februari 1986 Västerås-Broberg 1-3

### Södergruppen
- 23 november 1985 Ale Surte SK-Selånger SK 2-4 (mix)
- 23 november 1985 IF Göta-Ljusdals BK 2-9 (mix)
- 23 november 1985 IFK Motala-Västerås SK 2-6 (mix)
- 23 november 1985 Villa BK-Sandvikens AIK 4-4 (mix)
- 23 november 1985 Brobergs IF-IFK Kungälv 3-4 (mix)
- 23 november 1985 Edsbyns IF-Örebro SK 5-4 (mix)
- 23 november 1985 Falu BS-Vetlanda BK 0-3 (mix)
- 23 november 1985 IK Sirius-IF Boltic 2-6 (mix)

- 24 november 1985 Ale Surte-Ljusdal 2-3 (mix)
- 24 november 1985 IF Göta-Sandviken 2-8 (mix)
- 24 november 1985 Motala-Selånger 5-0 (mix)
- 24 november 1985 Villa-Västerås 10-2 (mix)
- 24 november 1985 Broberg-Örebro 3-5 (mix)
- 24 november 1985 Edsbyn-Vetlanda 3-9 (mix)
- 24 november 1985 Falun-Boltic 3-5 (mix)
- 24 november 1985 Sirius-Kungälv 3-2 (mix)

- 30 november 1985 Boltic-Broberg 8-5 (mix)
- 30 november 1985 Kungälv-Edsbyn 1-7 (mix)
- 30 november 1985 Vetlanda-Sirius 7-1 (mix)
- 30 november 1985 Örebro-Falun 3-2 (mix)
- 30 november 1985 Ljusdal-Motala 5-4 (mix)
- 30 november 1985 Sandviken-Ale Surte 11-1 (mix)
- 30 november 1985 Selånger-Villa 6-5 (mix)
- 30 november 1985 Västerås-IF Göta 6-2 (mix)

- 1 december 1985 Boltic-Edsbyn 9-4 (mix)
- 1 december 1985 Kungälv-Falun 2-2 (mix)
- 1 december 1985 Vetlanda-Broberg 6-1 (mix)
- 1 december 1985 Örebro-Sirius 6-4 (mix)
- 1 december 1985 Ljusdal-Villa 4-3 (mix)
- 1 december 1985 Sandviken-Motala 4-7 (mix)
- 1 december 1985 Selånger-IF Göta 3-4 (mix)
- 1 december 1985 Västerås-Ale Surte 6-2 (mix)

- 7 december 1985 Boltic-Ljusdal 6-4 (mix)
- 7 december 1985 Kungälv-Selånger 4-0 (mix)
- 7 december 1985 Vetlanda-Västerås 5-3 (mix)
- 7 december 1985 Örebro-Sandviken 5-4 (mix)
- 7 december 1985 Broberg-Villa 5-8 (mix)
- 7 december 1985 Edsbyn-IF Göta 8-2 (mix)
- 7 december 1985 Falun-Ale Surte 4-1 (mix)
- 7 december 1985 Sirius-Motala 4-1 (mix)

- 8 december 1985 Boltic-Selånger 4-3 (mix)
- 8 december 1985 Kungälv-Västerås 3-3 (mix)
- 8 december 1985 Vetlanda-Sandviken 2-2 (mix)
- 8 december 1985 Örebro-Ljusdal 4-5 (mix)
- 8 december 1985 Broberg-Motala 3-1 (mix)
- 8 december 1985 Edsbyn-Ale Surte 3-1 (mix)
- 8 december 1985 Falun-IF Göta 1-0 (mix)
- 8 december 1985 Sirius-Villa 3-5 (mix)

- 20 december 1985 Västerås-Örebro 8-1 (mix)
- 21 december 1985 Ljusdal-Kungälv 4-2 (mix)
- 21 december 1985 Sandviken-Boltic 6-3 (mix)
- 21 december 1985 Selånger-Vetlanda 3-5 (mix)
- 21 december 1985 Ale Surte-Broberg 1-2 (mix)
- 21 december 1985 IF Göta-Sirius 3-2 (mix)
- 21 december 1985 Motala-Edsbyn 1-4 (mix)
- 21 december 1985 Villa-Falun 6-1 (mix)

- 22 december 1985 Ale Surte-Sirius 5-4 (mix)
- 22 december 1985 IF Göta-Broberg 1-3 (mix)
- 22 december 1985 Motala-Falun 8-4 (mix)
- 22 december 1985 Villa-Edsbyn 11-3 (mix)
- 22 december 1985 Ljusdal-Vetlanda 5-1 (mix)
- 22 december 1985 Sandviken-Kungälv 7-2 (mix)
- 22 december 1985 Selånger-Örebro 11-1 (mix)
- 22 december 1985 Västerås-Boltic 2-8 (mix)

- 26 december 1985 Boltic-IF Göta 2-0
- 26 december 1985 Kungälv-Ale Surte 4-3
- 26 december 1985 Örebro-Villa 3-4

- 29 december 1985 Ale Surte-Vetlanda 0-5
- 29 december 1985 IF Göta-Örebro 1-5
- 29 december 1985 Motala-Boltic 1-5
- 29 december 1985 Villa-Kungälv 9-1

- 2 januari 1986 Vetlanda-Villa 10-5
- 3 januari 1986 Boltic-Ale Surte 9-1
- 3 januari 1986 Kungälv-IF Göta 10-2
- 3 januari 1986 Örebro-Motala 4-4

- 6 januari 1986 Ale Surte-Örebro 6-3
- 6 januari 1986 IF Göta-Vetlanda 0-13
- 6 januari 1986 Motala-Kungälv 3-0
- 6 januari 1986 Villa-Boltic 4-3

- 9 januari 1986 Vetlanda-Örebro 7-2
- 10 januari 1986 IF Göta-Motala 2-8
- 10 januari 1986 Villa-Ale Surte 12-1

- 19 januari 1986 Ale Surte-IF Göta 1-6
- 19 januari 1986 Boltic-Vetlanda 6-1
- 19 januari 1986 Motala-Villa 10-3
- 19 januari 1986 Örebro-Kungälv 2-5

- 22 januari 1986 Kungälv-Boltic 5-2
- 22 januari 1986 Vetlanda-Motala 6-3

- 26 januari 1986 IF Göta-Villa 5-7
- 26 januari 1986 Kungälv-Vetlanda 1-4
- 26 januari 1986 Motala-Ale Surte 7-0
- 26 januari 1986 Örebro-Boltic 2-2

- 29 januari 1986 Ale Surte-Motala 0-4
- 29 januari 1986 Boltic-Örebro 11-2
- 29 januari 1986 Vetlanda-Kungälv 10-0
- 29 januari 1986 Villa-IF Göta 10-3

- 2 februari 1986 Ale Surte-Villa 2-6
- 2 februari 1986 Boltic-Kungälv 7-1
- 2 februari 1986 Motala-IF Göta 4-1
- 2 februari 1986 Örebro-Vetlanda 3-1

- 4 februari 1986 IF Göta-Ale Surte 7-1
- 4 februari 1986 Kungälv-Örebro 5-3
- 4 februari 1986 Vetlanda-Boltic 8-3
- 4 februari 1986 Villa-Motala 1-3

- 19 februari 1986 Ale Surte-Kungälv 2-5
- 19 februari 1986 IF Göta-Boltic 2-8
- 19 februari 1986 Motala-Vetlanda 1-3
- 19 februari 1986 Villa-Örebro 8-3

- 21 februari 1986 Boltic-Motala 3-3
- 21 februari 1986 Kungälv-Villa 5-1
- 21 februari 1986 Vetlanda-Ale Surte 11-2
- 21 februari 1986 Örebro-IF Göta 6-4

- 23 februari 1986 Ale Surte-Boltic 1-2
- 23 februari 1986 IF Göta-Kungälv 5-5
- 23 februari 1986 Motala-Örebro 6-3
- 23 februari 1986 Villa-Vetlanda 1-4

- 25 februari 1986 Boltic-Villa 6-2
- 25 februari 1986 Kungälv-Motala 2-6
- 25 februari 1986 Vetlanda-IF Göta 9-4
- 25 februari 1986 Örebro-Ale Surte 8-2

## Slutspel om svenska mästerskapet 1986

### Kvartsfinaler (bäst av tre)
- 28 februari 1986: Vetlanda BK-Västerås SK 7-1
- 28 februari 1986: Selånger SK-Villa BK 3-1
- 28 februari 1986: Ljusdals BK-IF Boltic 2-3
- 28 februari 1986: IFK Motala-Sandvikens AIK 1-8

- 2 mars 1986: Västerås SK-Vetlanda BK 2-1
- 2 mars 1986: Villa BK-Selånger SK 4-1
- 2 mars 1986: IF Boltic-Ljusdals BK 3-2 efter förlängning  (IF Boltic vidare med 2-0 i matcher)
- 2 mars 1986: Sandvikens AIK-IFK Motala 5-2 (Sandvikens AIK vidare med 2-0 i matcher)

- 4 mars 1986: Vetlanda BK-Västerås SK 5-4 (Vetlanda BK vidare med 2-1 i matcher)
- 4 mars 1986: Villa BK-Selånger SK 2-8 (Selånger SK vidare med 2-1 i matcher)

### Semifinaler (bäst av tre)
- 7 mars 1986: Sandvikens AIK-IF Boltic 2-8
- 7 mars 1986: Selånger SK-Vetlanda BK 1-7

- 9 mars 1986: IF Boltic-Sandvikens AIK 5-1 (IF Boltic vidare med 2-0 i matcher)
- 9 mars 1986: Vetlanda BK-Selånger SK 3-5

- 11 mars 1986: Vetlanda BK-Selånger SK 10-1 (Vetlanda BK vidare med 2-1 i matcher)

### Final
- 16 mars 1986: Vetlanda BK-IF Boltic 2-1 (Söderstadion, Stockholm)